# Dancing Stars/Staffel 1
Die erste Staffel von Dancing Stars begann am 23. September 2005 und wurde live auf ORF eins übertragen. Sie wurde durch das Finale am 11. November 2005 beendet. Die erste Staffel gewann Marika Lichter. Mit ihr zusammen tanzte Andy Kainz. Moderatoren waren Mirjam Weichselbraun und Alfons Haider.

## Wettbewerbsverlauf
In der ersten Staffel traten acht Paare gegeneinander an. Dabei wurde jedem Star ein professioneller Tänzer an die Hand gegeben. An der ersten Staffel nahmen Mat Schuh, Arabella Kiesbauer, Peter Rapp, Patricia Kaiser, Stefano Bernardin, Barbara Rett, Toni Polster und Marika Lichter teil. Als Jury fungierten Thomas Schäfer-Elmayer, Nicole Burns-Hansen, Dagmar Koller und Hannes Nedbal. Diese durften jeden Tanz mit bis zu 10 Punkten bewerten. Das Höchstergebnis von 40 Punkten erhielten Toni Polster und Michaela Heintzinger im Finale für ihren Tanz zu einem Austro-Pop-Medley. Die Jurywertung wurde durch ein Zuschauervoting ergänzt. Beide Verfahren haben die gleiche Gewichtung.
In der ersten Folge musste noch niemand die Sendung verlassen, danach folgten sieben Sendungen, in denen je ein Paar die Sendung verlassen musste. Das Finale fand in der achten Sendung statt. Toni Polster und Michaela Heintzinger traten gegen Marika Lichter und Andy Kainz an. Marika Lichter konnte sich dabei durchsetzen. Sie gewann sowohl in der Jury-Wertung als auch im Zuschauervoting.
Die Sieger erhielten 40.000 Euro, die vom Filmkonzern Buena Vista aufgebracht wurden. Die Gewinner spendeten den Betrag einem Tanzprojekt für misshandelte Kinder in Radkersburg.
| Prominente/r       | Tätigkeit            | Tanzpartner/in       | Status                                              | Platz |
| ------------------ | -------------------- | -------------------- | --------------------------------------------------- | ----- |
| Mat Schuh          | Sänger & Entertainer | Kelly Kainz          | In der 2. Sendung ausgeschieden 30. September 2005  | 8     |
| Arabella Kiesbauer | Moderatorin          | Balázs Ekker         | In der 3. Sendung ausgeschieden 7. Oktober 2005     | 7     |
| Peter Rapp         | Moderator            | Julia Polai          | In der 4. Sendung ausgeschieden 14. Oktober 2005    | 6     |
| Patricia Kaiser    | Leichtathletin       | Alexander Kreissl    | In der 5. Sendung ausgeschieden 21. Oktober 2005    | 5     |
| Stefano Bernardin  | Schauspieler         | Christina Auer       | In der 6. Sendung ausgeschieden 28. Oktober 2005    | 4     |
| Barbara Rett       | Moderatorin          | Manfred Zehender     | In der 7. Sendung ausgeschieden 4. November 2005    | 3     |
| Toni Polster       | Fußballer            | Michaela Heintzinger | Erreichten im Finale den 2. Platz 11. November 2005 | 2     |
| Marika Lichter     | Musicaldarstellerin  | Andy Kainz           | Sieger 11. November 2005                            | 1     |

## Punkteübersicht
| Paar                 | Platzierung | 1 | 2  | 3 | 4 | 5  | 6        | 7        | 8            | Summe | Durchschnitt | Rang lt. Jury |
| -------------------- | ----------- | - | -- | - | - | -- | -------- | -------- | ------------ | ----- | ------------ | ------------- |
| Marika & Andy        | 1           |   | 24 |   |   | 35 | 29+30=59 | 36+37=73 | 38+40+37=115 |       |              |               |
| Toni & Michaela      | 2           |   | 25 |   |   | 24 | 31+24=55 | 25+32=57 | 31+34+40=105 |       |              |               |
| Barbara & Manfred    | 3           |   | 23 |   |   | 26 | 33+26=59 | 34+31=65 |              |       |              |               |
| Stefano & Christina  | 4           |   | 25 |   |   | 26 | 27+31=58 |          |              |       |              |               |
| Patricia & Alexander | 5           |   | 30 |   |   | 31 |          |          |              |       |              |               |
| Peter & Julia        | 6           |   | 29 |   |   |    |          |          |              |       |              |               |
| Arabella & Balázs    | 7           |   | 27 |   |   |    |          |          |              |       |              |               |
| Mat & Kelly          | 8           |   | 26 |   |   |    |          |          |              |       |              |               |

- Rote Nummern: Paar mit der niedrigsten Jurybewertung
- Grüne Nummern: Paar mit der höchsten Jurybewertung

## Erfolg
Die Show lief sehr erfolgreich auf dem österreichischen Sender ORF. Die Folgen vom 23. September bis zum 4. November wurden von insgesamt 3,8 Millionen Österreichern gesehen. Dies entsprach einer Zuschauerquote von 56 %. Bereits vor dem Finale stand fest, dass Dancing Stars auf eine zweite Staffel verlängert wird.